# 鲍贻愿
鲍贻愿，宋朝政治人物。
鲍贻愿曾于1121年接替胡侃任华亭县知县一职，1126年由陈球接任。